# گرمابه قرقانیها
گرمابه قرقانیها مربوط به دوره قاجار است و در تهران، تقاطع خیابان ۱۵ خرداد، خیابان ری، کوچه احمد جمشیدپور واقع شده و این اثر در تاریخ ۱۱ مرداد ۱۳۸۴ با شمارهٔ ثبت ۱۲۵۴۰ به‌عنوان یکی از آثار ملی ایران به ثبت رسیده است.